# Maja Ognjenović
Maja Ognjenović (em cirílico Маја Огњеновић; Zrenjanin, 6 de agosto de 1984), é uma voleibolista sérvia. Atua na posição de levantadora e é considerada uma das mais habilidosas do mundo em sua posição. Atualmente defende o clube Savino del Bene Scandicci (Itália).
Com a seleção da Sérvia, conquistou a medalha de bronze no Campeonato Europeu de 2015, ao derrotar a Turquia por 3 sets a 0. Em 2016, obteve a medalha de prata nos Jogos Olímpicos do Rio após perder para a China na final por 3–1.
Em 2017 foi campeã européia com a seleção sérvia, derrotando a Holanda na final por 3 sets a 1.
Em 2018 conquistou pela seleção nacional o inédito título do Campeonato Mundial sediado no Japão.
No ano de 2019 novamente foi campeã européia com a seleção sérvia, derrotando a Turquia na final por 3 sets a 2.

## Clubes
| Clube                     | De        | À         |
| ------------------------- | --------- | --------- |
| OK Postar Zrenjanin       | 2002-2003 | 2002-2003 |
| VC Estrela Vermelha       | 2003-2004 | 2004-2005 |
| Postar 064 Belgrade       | 2005-2006 | 2005-2006 |
| CSU Metal Galați          | 2006-2007 | 2007-2008 |
| Giannino Pieralisi Volley | 2008-2009 | 2008-2009 |
| Eczacıbaşı İstanbul       | 2009-2010 | 2009-2010 |
| Olympiakos                | 2010-2011 | 2010-2011 |
| Dinamo Azotara            | dez 2011  | jan 2012  |
| Volley Modena             | jan 2012  | mai 2012  |
| Impel Wrocław             | 2012-2013 | 2012-2013 |
| Chemik Police             | 2013-2014 | 2014-2015 |
| River Volley Piacenza     | 2015-2016 | 2015-2016 |
| Eczacıbaşı İstanbul       | 2016-2017 | 2017-2018 |
| Dínamo Moscow             | 2018-2019 | 2018-2019 |
| VakıfBank Spor Kulübü     | 2019-2020 | 2020-2021 |
| Eczacıbaşı İstanbul       | 2021-2022 | 2022-2023 |
| Savino Del Bene           | 2023-2024 |           |

## Prêmios individuais
- Campeonato Europeu 2007: Melhor levantadora;
- Challenge Cup 2008-2009: Melhor levantadora;
- Liga Europeia 2010: Melhor levantadora;
- Liga Europeia 2011: Melhor levantadora;
- Campeonato Europeu 2011: Melhor levantadora;
- Liga Europeia 2012: Melhor levantadora;
- Liga dos Campeões 2014/2015: Melhor levantadora;[4]
- Campeonato Europeu 2015: Melhor levantadora.[5]